# Franciszek Słonczyński
Franciszek Słonczyński (ur. 24 października 1891 w Berdyczowie, zm. 6 października 1985 w Sopocie) – kapitan administracji (piechoty) Wojska Polskiego.

## Życiorys
Urodził się 24 października 1891 w Berdyczowie, w rodzinie Józefa i Emilii z Zielińskich.
W 1916 roku, na froncie wołyńskim, walczył w szeregach Armii Imperium Rosyjskiego. W 1917 roku został żołnierzem I Korpusu Polskiego w Rosji. Wziął udział w wojnie z bolszewikami.
3 maja 1922 roku został zweryfikowany w stopniu porucznika ze starszeństwem z dniem 1 czerwca 1919 roku i 1774. lokatą w korpusie oficerów piechoty. 19 marca 1928 roku awansował na kapitana ze starszeństwem z dniem 1 stycznia 1928 roku i 113. lokatą w korpusie oficerów piechoty. W dwudziestoleciu międzywojennym pełnił służbę w 34 pułku piechoty w Białej Podlaskiej i 6 pułku strzelców podhalańskich w Samborze, w II batalionie detaszowanym w Drohobyczu. Później został przeniesiony do korpusu oficerów administracji, grupa administracyjna. W marcu 1939 pełnił służbę w Komendzie Miasta Poznań na stanowisku kierownika referatu bezpieczeństwa i dyscypliny.
Po kampanii wrześniowej został internowany w Rumunii w obozach w Caracal i Tirgu Jiu, gdzie nadzorował ucieczki polskich żołnierzy do Francji i Wielkiej Brytanii. 31 stycznia 1941 wbrew konwencjom międzynarodowym - lecz pod naciskiem niemieckim - Rumuni przekazali Niemcom pozostałych w obozach polskich żołnierzy i oficerów. W latach 1941–1945 przebywał w niemieckich obozach jenieckich Oflag VI E Dorsten i Oflag VI B Dössel. Do Polski powrócił w 1947 roku. Przez 20 lat był nauczycielem języka rosyjskiego w Inowrocławiu.

## Ordery i odznaczenia
- Medal Niepodległości (13 września 1933)[5][2]
- Srebrny Krzyż Zasługi (10 listopada 1928)[6][3]
- Medal Pamiątkowy za Wojnę 1918–1921
- Medal Dziesięciolecia Odzyskanej Niepodległości
- Medal Zwycięstwa („Médaille Interalliée”)